# Hierro forjado

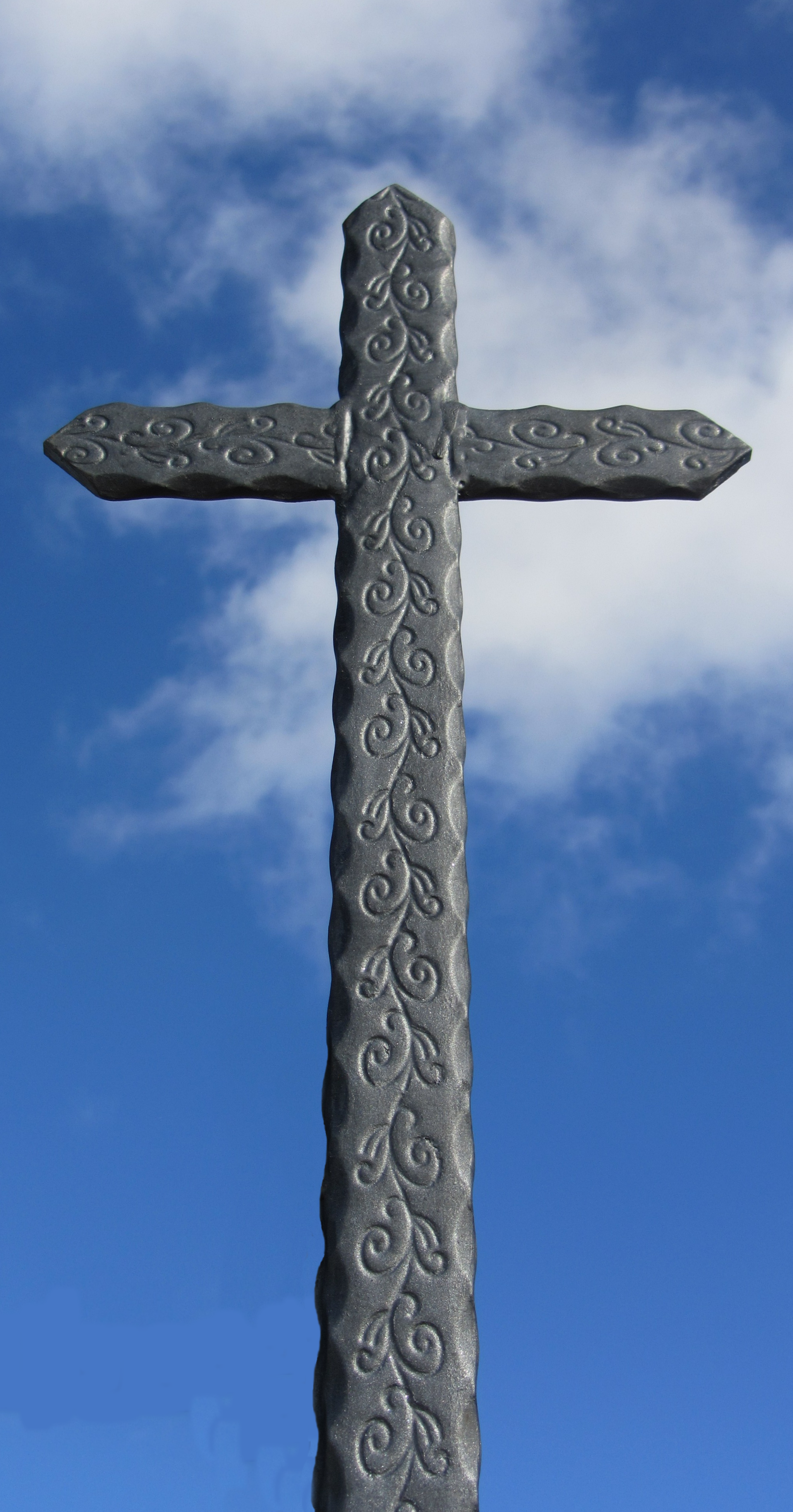
Cruz de hierro forjado.

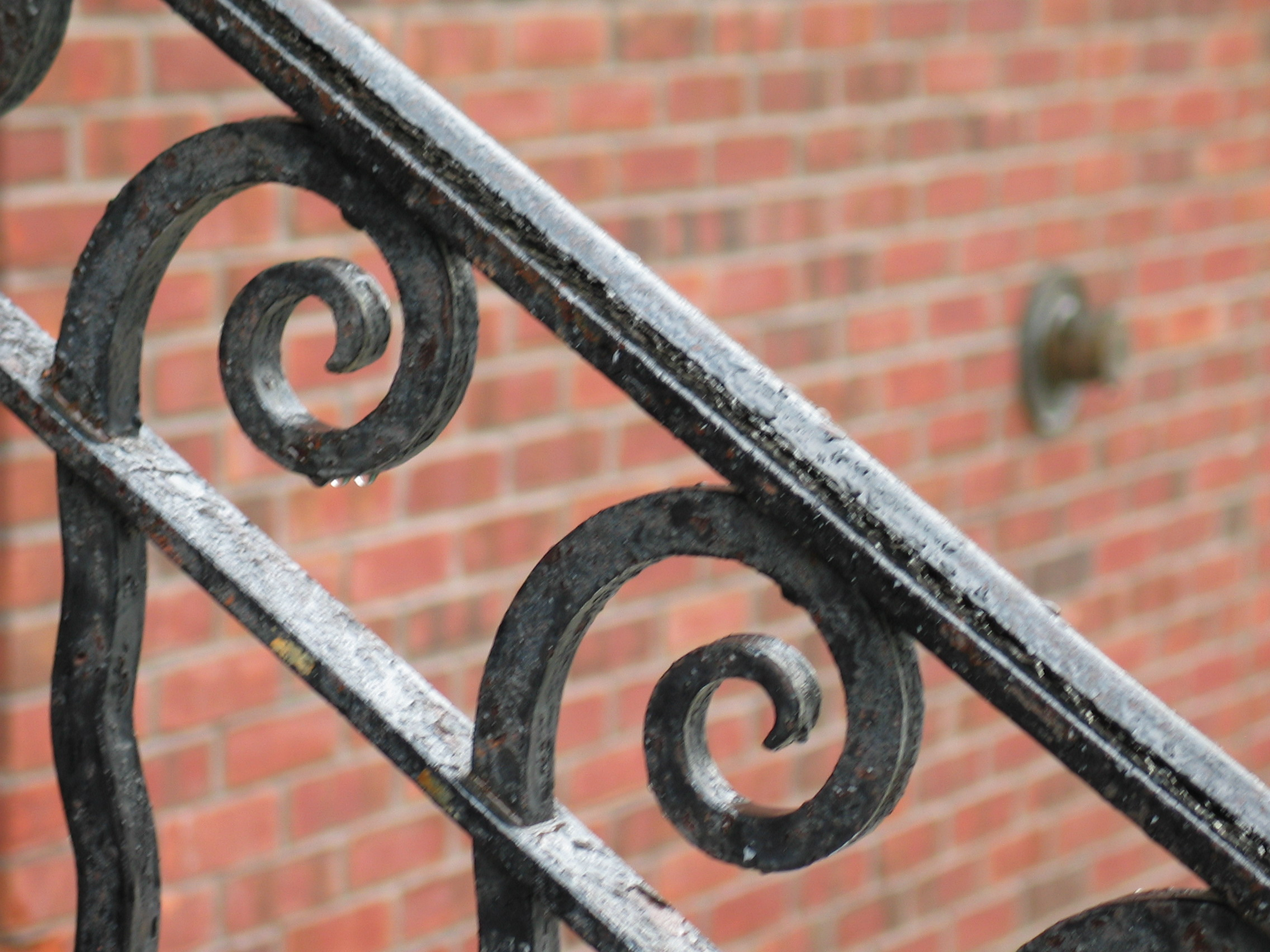
Enrejado de hierro forjado.

El hierro forjado (o hierro dulce) es un material de hierro que posee la propiedad de poder ser forjado y martillado cuando está muy caliente («al rojo») y que se endurece enfriándose rápidamente. Funde a temperatura mayor de 1500 °C, es poco tenaz y puede soldarse mediante forja. 

## Características
Se caracteriza por el bajo contenido de carbono (entre 0,05% y 0,25%), siendo una de las variedades, de uso comercial, con más pureza en hierro. Es duro, maleable y con facilidad para formar aleaciones con otros metales; sin embargo, es relativamente frágil y poco apto para utilizarse en la confección de láminas, tales como espadas, por ejemplo. El hierro forjado se ha empleado durante miles de años, y ha sido la composición habitual del "hierro" tal y como se ha conocido a lo largo de la historia. 
Tradicionalmente, el hierro forjado se ha obtenido a partir del mineral de hierro calentado a altas temperaturas en una forja. Luego se procedía a golpearlo, en un proceso en el que se buscaba eliminar las impurezas y escorias contenidas en el mineral.
Un tipo particular de hierro forjado es el denominado hierro pudelado, caracterizado por la estructura fibrosa que le confería su particular método de producción, conocido como pudelación, empleado ampliamente en Europa durante el siglo XIX para obtener un material adecuado para la construcción de estructuras metálicas antes de que el desarrollo de los convertidores supusieran que fuese sustituido por el acero.

## Usos
Los procesos industriales del siglo XIX permitieron producir hierro forjado en grandes cantidades, de modo que se pudo utilizar este material en la construcción de grandes estructuras de arquitectura e ingeniería.
La dificultad de realizar uniones de elementos de hierro forjado mediante soldadura ha relegado el empleo de este material a usos decorativos o secundarios en la construcción, tales como enrejados y otras piezas.